# Mäeküla (Orissaare)
Mäeküla – wieś w Estonii, w prowincji Sarema, w gminie Orissaare. 1 stycznia 2007 roku wieś zamieszkiwało 61 osób.